# World Gone Wrong
World Gone Wrong (рус. «Мир движется в неправильном направлении») — двадцать девятый студийный альбом американского автора-исполнителя Боба Дилана. Выпущен в октябре 1993 года на лейбле Columbia Records.

## Об альбоме
World Gone Wrong как и его предшественник Good as I Been to You составлен исключительно из песен в стиле фолк, исполненных под гитару и губную гармонику. Альбом в целом звучит печальнее и трагичнее своего предшественника.
Альбом получил довольно тёплые отзывы критиков. Несмотря на получение премии «Грэмми» в номинации «Лучший альбом традиционного фолка», в американских чартах альбом не поднялся выше 70-й позиции, в британских 35-й.
Как и его предшественник Good as I Been to You, World Gone Wrong был записан для исполнения условий контракта от 18 января [1988] года. Это последний альбом, выпущен под этим договором.

## Список композиций
Все песни — народные в аранжировке Дилана кроме отмеченной
1. «World Gone Wrong» — 3:57
2. «Love Henry» — 4:24
3. «Ragged & Dirty» — 4:09
4. «Blood in My Eyes» — 5:04
5. «Broke Down Engine» — 3:22
6. «Delia» — 5:41
7. «Stagger Lee» — 3:50
8. «Two Soldiers» — 5:45
9. «Jack-A-Roe» — 4:56
10. «Lone Pilgrim» (B.F. White, Adger M. Pace) — 2:43

## Участники записи
- Боб Дилан — вокал, гитара, губная гармоника, производство.